# Barycheloides concavus
Barycheloides concavus är en spindelart som beskrevs av Raven 1994. Barycheloides concavus ingår i släktet Barycheloides och familjen Barychelidae.
Artens utbredningsområde är Nya Kaledonien. Inga underarter finns listade.